# 코체베

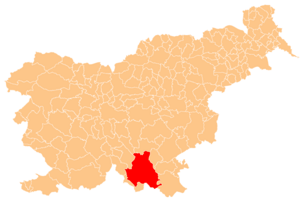
코체베의 위치

코체베(슬로베니아어: Kočevje, 독일어: Gottschee 고체[*], 이탈리아어: Cocevie 코체비에[*])는 슬로베니아 남부에 위치한 도시로, 면적은 563.7km2, 인구는 16,292명(2002년 기준), 인구밀도는 28.9명/km2이며 크르크강과 쿠파강 사이에 위치한다. 슬로베니아에서 면적이 가장 넓은 도시이다.